# Ebrei (popolo antico)
Gli Ebrei sono stati un popolo semita del Vicino Oriente antico, antenati dei moderni ebrei.
Nella seconda metà del II millennio a.C. gli Ebrei si stanziarono in Palestina e si costituirono in unità nazionale politica e religiosa (il cosiddetto Regno Unito di Israele, durato fino al 722 A.C., anno della loro deportazione in Mesopotamia).
Il termine Israeliti è spesso usato come sinonimo di "Ebrei", anche se in senso stretto andrebbe usato solo per il periodo più antico e, dopo la separazione del Regno, solo per la parte settentrionale (Regno di Israele).